# Bernard Aryee
Bernard Nii Aryee (Accra, 23 april 1973) is een voormalig Ghanees voetballer.
Met het Ghanees voetbalelftal won bij een bronzen medaille op de Olympische Zomerspelen 1992. Na zijn loopbaan ging hij in de Verenigde Staten wonen.

## Carrièrestatistieken
| Seizoen         | Club                     | Land            | Competitie      | Competitie | Competitie | Beker | Beker | Internationaal | Internationaal | Overig | Overig | Totaal | Totaal |
| Seizoen         | Club                     | Land            | Competitie      | Wed.       | Dlp.       | Wed.  | Dlp.  | Wed.           | Dlp.           | Wed.   | Dlp.   | Wed.   | Dlp.   |
| --------------- | ------------------------ | --------------- | --------------- | ---------- | ---------- | ----- | ----- | -------------- | -------------- | ------ | ------ | ------ | ------ |
| 1991/92         | Hearts of Oak            | Ghana           | Premier League  | –          | –          | –     | –     | 0              | 0              | 0      | 0      | –      | 0      |
| 1992/93         | Hearts of Oak            | Ghana           | Premier League  | –          | –          | –     | –     | 0              | 0              | 0      | 0      | –      | 0      |
| 1993/94         | Hearts of Oak            | Ghana           | Premier League  | –          | –          | –     | –     | 0              | 0              | 0      | 0      | –      | 0      |
| 1994/95         | AZ                       | Nederland       | Eerste divisie  | –          | –          | –     | –     | 0              | 0              | 0      | 0      | –      | 0      |
| 1995/96         | FC Zwolle                | Nederland       | Eerste divisie  | –          | –          | –     | 1     | 0              | 0              | 0      | 0      | –      | 1      |
| 1997            | Marine Castle FC         | Singapore       | Eerste divisie  | –          | –          | –     | –     | 0              | 0              | 0      | 0      | –      | 0      |
| 1998            | Marine Castle FC         | Singapore       | S.League        | –          | –          | –     | –     | 0              | 0              | 0      | 0      | –      | 0      |
| 1998/99         | Liberty Professionals FC | Ghana           | Premier League  | –          | –          | –     | –     | 0              | 0              | 0      | 0      | –      | 0      |
| 1999/00         | Liberty Professionals FC | Ghana           | Premier League  | –          | –          | –     | –     | 0              | 0              | 0      | 0      | –      | 0      |
| Carrière totaal | Carrière totaal          | Carrière totaal | Carrière totaal | –          | –          | –     | 1     | 0              | 0              | 0      | 0      | –      | 0      |

## Interlandcarrière
Op 28 juli 1991 debuteerde Aryee voor Ghana in een kwalificatiewedstrijd tegen Benin (0 – 0).
| Interlands van Bernard Aryee voor Ghana | Interlands van Bernard Aryee voor Ghana | Interlands van Bernard Aryee voor Ghana | Interlands van Bernard Aryee voor Ghana | Interlands van Bernard Aryee voor Ghana | Interlands van Bernard Aryee voor Ghana |
| №                                       | Datum                                   | Wedstrijd                               | Uitslag                                 | Soort Wedstrijd                         | Doelpunten                              |
| Als speler bij Hearts of Oak            | Als speler bij Hearts of Oak            | Als speler bij Hearts of Oak            | Als speler bij Hearts of Oak            | Als speler bij Hearts of Oak            | Als speler bij Hearts of Oak            |
| --------------------------------------- | --------------------------------------- | --------------------------------------- | --------------------------------------- | --------------------------------------- | --------------------------------------- |
| 1.                                      | 28 juli 1991                            | Benin – Ghana                           | 0 – 0                                   | Kwalificatie ANC 1992                   | 0                                       |
| 2.                                      | 26 juli 1992                            | Ghana – Australië                       | 3 – 1                                   | OS 1992 Voetbal                         | 0                                       |
| 3.                                      | 2 augustus 1992                         | Ghana – Paraguay                        | 4 – 2                                   | OS 1992 Voetbal                         | 0                                       |
| 4.                                      | 5 augustus 1992                         | Spanje – Ghana                          | 2 – 0                                   | OS 1992 Voetbal                         | 0                                       |
| 5.                                      | 7 augustus 1992                         | Ghana – Australië                       | 1 – 1                                   | OS 1992 Voetbal                         | 0                                       |
| Als speler bij FC Zwolle                |                                         |                                         |                                         |                                         |                                         |
| 6.                                      | 14 september 1996                       | Australië – Ghana                       | 2 – 0                                   | Vriendschappelijk                       | 0                                       |
| 7.                                      | 18 september 1996                       | Ghana – Kenia                           | 1 – 0                                   | Vriendschappelijk                       | 0                                       |
| Als speler bij Marine Castle FC         |                                         |                                         |                                         |                                         |                                         |
| 8.                                      | 26 januari 1997                         | Zimbabwe – Ghana                        | 0 – 0                                   | Kwalificatie ANC 1998                   | 0                                       |